# 1724
1724 (MDCCXXIV) fue un año bisiesto comenzado en sábado según el calendario gregoriano.

## Acontecimientos
- 9 de febrero: Se proclama rey de España a Luis I, hijo de Felipe V.
- 20 de febrero: Se estrena la ópera Giulio Cesare de Georg Friedrich Händel en Londres.
- 10 de mayo: Se inicia la construcción de la Plaza Mayor de Salamanca en España.
- 29 de mayo: en Roma, el cardenal Orsini es elegido papa con el nombre de Benedicto XIII.

## Arte y literatura
- 20 de febrero: Händel estrena Giulio Cesare in Egitto en Londres.

## Nacimientos
- 22 de abril: Immanuel Kant, filósofo alemán (f. 1804)
- 24 de noviembre: María Amalia de Sajonia, Reina de España (f. 1760)

13 de mayo:Manuela Beltrán,
revolucionaria colombiana (f.
1819)

## Fallecimientos
- 15 de enero: George Wheler, arqueólogo inglés (n. 1651).
- 7 de marzo: Inocencio XIII, papa italiano.
- 17 de junio: Benedetto Luti, pintor italiano (n. 1666).
- 31 de agosto: Luis I de España, Rey (n. 1707).